# Joegoslavië op de Olympische Zomerspelen 1980
Joegoslavië nam deel aan de Olympische Zomerspelen 1980 in Moskou, Sovjet-Unie. De ploeg, bestaande uit 136 mannen en 28 vrouwen, eindigde op de veertiende plaats in het medailleklassement, dankzij twee gouden, drie zilveren en vier bronzen medailles.

## Medailles
| Sport     | Olympiër | Discipline            | Medaille |
| --------- | --- | --------------------- | -------- |
| Basketbal | Andro Knego Branko Skroče Dragan Kićanović Dražen Dalipagić Duje Krstulović Krešimir Ćosić Mihovil Nakić Mirza Delibašić Rajko Žižić Ratko Radovanović Željko Jerkov Zoran Slavnić                                               | mannen                | Goud     |
| Boksen    | Slobodan Kačar | -81kg (m)             | Goud     |
| Handbal   | Radmila Drljača Katica Iles Slavica Jeremić Vesna Milošević Vesna Radović Rada Savić Ana Titlić Zorica Vojinović Mirjana Ognjenović Biserka Višnjić Svetlana Anastasowski Svetlana Dasić-Kitić Mirjana Durica Jasna Kolar-Merdan | vrouwen               | Zilver   |
| Roeien    | Zoran Pančić Milorad Stanulov | dubbel-twee (m)       | Zilver   |
| Waterpolo | Zoran Roje Milorad Krivokapić Zoran Gopčević Boško Lozica Predrag Manojlović Zoran Mustur Milivoj Bebić Damir Polić Ratko Rudić Slobodan Trifunović Luka Vezilić                                                                 | mannen                | Zilver   |
| Basketbal | Mersada Bećirspahić Mira Bjedov Vesna Despotović Vera Đurašković Zorica Đurković Jelica Komnenović Biljana Majstorović Vukica Mitić Sanja Ožegović Sofija Pekić Jasmina Perazić Marija Tonković                                  | vrouwen               | Brons    |
| Judo      | Radomir Kovačević | +95kg (m)             | Brons    |
| Roeien    | Zlatko Celent Duško Mrduljaš Josip Reić | twee-met (m)          | Brons    |
| Worstelen | Šaban Seidi | -68kg vrije stijl (m) | Brons    |

## Deelnemers en resultaten per onderdeel

### Atletiek
| Olympiër                                             | Discipline             | Resultaat | Prestatie                                                                  |
| ---------------------------------------------------- | ---------------------- | --------- | -------------------------------------------------------------------------- |
| Aleksandar Popović                                   | 200m (m)               | 30e       | serie 6: 3de in 21,65 kwartfinale 1: 7de in 21,66                          |
| Josip Alebić                                         | 400m (m)               | 21e       | serie 6: 1ste in 47,61 kwartfinale 1: 6de in 46,60                         |
| Milovan Savić                                        | 800m (m)               | 12e       | serie 5: 2de in 1.49,2 halve finale 1: 5de in 1.47,6                       |
| Dragan Zdravković                                    | 1500m (m)              | 9e        | serie 1: 3de in 3.44,0 halve finale 1: 2de in 3.43,4 finale: 9de in 3.43,1 |
| Borislav Pisić                                       | 110m horden (m)        | 15e       | serie 2: 5de in 14,13 halve finale 1: 7de in 14,16                         |
| Petar Vukičević                                      | 110m horden (m)        | 14e       | serie 1: 5de in 14,19 halve finale 2: 8ste in 14,12                        |
| Rok Kopitar                                          | 400m horden (m)        | 5e        | serie 3: 3de in 50,34 halve finale 1: 2de in 50,55 finale: 5de in 49,67    |
| Zeijko Knapić Milovan Savić Rok Kopitar Josip Alebić | 4x400m (m)             | 9e        | serie 1: 3de in 3.05,3                                                     |
| Nenad Stekić                                         | verspringen (m)        | 30e       | kwalificatie: 30ste met 5,75m                                              |
| Milan Spasojević                                     | hink-stap-springen (m) | 10e       | kwalificatie: 9de met 16,48m finale: 10de met 16,09m                       |
| Vaso Komnenić                                        | hoogspringen (m)       | 6e        | kwalificatie groep B: 2de met 2,21m finale: 6de met 2,24m                  |
| Vladimir Milic                                       | kogelstoten (m)        | 8e        | kwalificatie: 2de met 20,56m finale: 8ste met 20,07m                       |
|                                                      |                        |           |                                                                            |
| Lidija Benedetič                                     | 1500m (v)              | 15e       | serie 2: 8ste in 4.13,2                                                    |
| Breda Pergar                                         | hoogspringen (v)       | 19e       | kwalificatie groep B: 9de met 1,80m                                        |

### Basketbal

#### Mannen
| Olympiër | Discipline | Resultaat | Prestatie |
| --- | ---------- | --------- | --- |
| Andro Knego Branko Skroče Dragan Kićanović Dražen Dalipagić Duje Krstulović Krešimir Ćosić Mihovil Nakić Mirza Delibašić Rajko Žižić Ratko Radovanović Željko Jerkov Zoran Slavnić | mannen     | Goud      | groep B: 1ste W' van Senegal: 104-67 W van Polen: 129-91 W van Spanje: 95-91 halve finale: 1ste W van Italië: 102-81 W van Cuba: 112-84 W van Sovjet-Unie: 101-91 W van Brazilië: 96-95 finale: W van Italië: 86-77 |

| Groep B |             |             |             |             |        |        |        |        |
| #       | Land        | Wedstrijden | Wedstrijden | Wedstrijden | Punten | Punten | Punten | Punten |
| #       | Land        | G           | W           | V           | V      | T      | Saldo  | Punten |
| 1       | Joegoslavië | 3           | 3           | 0           | 328    | 249    | +79    | 6      |
| 2       | Spanje      | 3           | 2           | 1           | 289    | 241    | +48    | 5      |
| 3       | Polen       | 3           | 1           | 2           | 256    | 297    | -41    | 4      |
| 4       | Senegal     | 3           | 0           | 3           | 196    | 282    | -86    | 3      |

| Ronde      | Datum  | Plaats      | Land   | Score       | Land |
| ---------- | ------ | ----------- | ------ | ----------- | ---- |
| Groepsfase |        |             |        |             |      |
| 21 juli    | Moskou | Senegal     | 67-104 | Joegoslavië |      |
| 22 juli    | Moskou | Joegoslavië | 129-91 | Polen       |      |
| 23 juli    | Moskou | Spanje      | 91-95  | Joegoslavië |      |

| Halve finale |             |             |             |             |        |        |        |        |
| #            | Land        | Wedstrijden | Wedstrijden | Wedstrijden | Punten | Punten | Punten | Punten |
| #            | Land        | G           | W           | V           | V      | T      | Saldo  | Punten |
| 1            | Joegoslavië | 5           | 5           | 0           | 506    | 442    | +64    | 10     |
| 2            | Italië      | 5           | 3           | 2           | 419    | 438    | -19    | 8      |
| 3            | Sovjet-Unie | 5           | 3           | 2           | 505    | 468    | +37    | 8      |
| 4            | Spanje      | 5           | 2           | 3           | 488    | 485    | +3     | 7      |
| 3            | Brazilië    | 5           | 2           | 2           | 448    | 477    | -29    | 7      |
| 4            | Cuba        | 5           | 0           | 5           | 434    | 490    | 56     | 5      |

| Ronde        | Datum  | Plaats      | Land   | Score       | Land |
| ------------ | ------ | ----------- | ------ | ----------- | ---- |
| Halve Finale |        |             |        |             |      |
| 25 juli      | Moskou | Joegoslavië | 102-81 | Italië      |      |
| 26 juli      | Moskou | Cuba        | 84-112 | Joegoslavië |      |
| 27 juli      | Moskou | Sovjet-Unie | 91-101 | Joegoslavië |      |
| 29 juli      | Moskou | Brazilië    | 95-96  | Joegoslavië |      |
| Finale       |        |             |        |             |      |
| 30 juli      | Moskou | Joegoslavië | 86-77  | Italië      |      |

#### Vrouwen
| Olympiër | Discipline | Resultaat | Prestatie |
| --- | ---------- | --------- | --- |
| Mersada Bećirspahić Mira Bjedov Vesna Despotović Vera Đurašković Zorica Đurković Jelica Komnenović Biljana Majstorović Vukica Mitić Sanja Ožegović Sofija Pekić Jasmina Perazić Marija Tonković | vrouwen    | Brons     | groepsfase: 3de V van Sovjet-Unie: 62-97 W van Cuba: 85-81 W van Hongarije: 61-48 W van Italië: 69-57 V van Bulgarije: 79-81 bronzen finale: W van Hongarije: 68-65 |

| Groepsfase |             |             |             |             |        |        |        |        |
| #          | Land        | Wedstrijden | Wedstrijden | Wedstrijden | Punten | Punten | Punten | Punten |
| #          | Land        | G           | W           | V           | V      | T      | Saldo  | Punten |
| 1          | Sovjet-Unie | 5           | 5           | 0           | 553    | 316    | +237   | 10     |
| 2          | Bulgarije   | 5           | 4           | 1           | 440    | 405    | +35    | 9      |
| 3          | Joegoslavië | 5           | 3           | 2           | 356    | 364    | -8     | 8      |
| 4          | Hongarije   | 5           | 2           | 3           | 344    | 407    | -63    | 7      |
| 5          | Cuba        | 5           | 1           | 4           | 346    | 403    | -57    | 6      |
| 6          | Italië      | 5           | 0           | 5           | 308    | 452    | -144   | 5      |

| Ronde          | Datum  | Plaats      | Land  | Score       | Land |
| -------------- | ------ | ----------- | ----- | ----------- | ---- |
| Groepsfase     |        |             |       |             |      |
| 20 juli        | Moskou | Joegoslavië | 62-97 | Sovjet-Unie |      |
| 22 juli        | Moskou | Cuba        | 81-85 | Joegoslavië |      |
| 24 juli        | Moskou | Hongarije   | 48-61 | Joegoslavië |      |
| 25 juli        | Moskou | Italië      | 57-69 | Joegoslavië |      |
| 28 juli        | Moskou | Joegoslavië | 79-81 | Bulgarije   |      |
| Bronzen finale |        |             |       |             |      |
| 30 juli        | Moskou | Joegoslavië | 68-65 | Hongarije   |      |

### Boksen
| Olympiër          | Discipline  | Resultaat | Prestatie |
| ----------------- | ----------- | --------- | --- |
| Fazlija Sacirović | -54kg (m)   | 17e       | 1ste ronde: vrij 2de ronde: V van FIN Koota: scheidsrechterlijke beslissing                                                                                              |
| Dejan Marović     | -57kg (m)   | 9e        | 1ste ronde: vrij 2de ronde: W van TCH Šandor: 5-0 3de ronde: V van POL Kosedowski: 1-4                                                                                   |
| Geza Tumbas       | -60kg (m)   | 9e        | 1ste ronde: W van AUS Stevens: 4-1 2de ronde: V van CUB Herrera: 0-5 |
| Ace Rusevski      | -63,5kg (m) | 5e        | 1ste ronde: W van BUL Atanasov: 4-1 2de ronde: W van ALG Bel Alouane: 5-0 kwartfinale: V van ITA Oliva: 2-3                                                              |
| Aziz Salihu       | -67kg (m)   | 5e        | 1ste ronde: W van LIB Al Moukdad: 5-0 2de ronde: W van SEY Pillay: knock-out kwartfinale: V van UGA Mugabi: knock-out                                                    |
| Miodrag Perunović | -71kg (m)   | 9e        | 1ste ronde: vrij 2de ronde: V van GBR Wilshire: 2-3 |
| Damir Škaro       | -75kg (m)   | 17e       | 1ste ronde: V van URS Savtsjenko: scheidsrechterlijke beslissing |
| Slobodan Kačar    | -81kg (m)   | Goud      | 1ste ronde: W van TAN Nassoro: opgave kwartfinale: W van URS Kvachadze: 4-1 halve finale: W van GDR Bauch: scheidsrechterlijke beslissing finale: W van POL Skrzecz: 4-1 |
| Azis Salihu       | +81kg (m)   | 9e        | 1ste ronde: V van URS Zayev: 0-5 |

### Boogschieten
| Olympiër       | Discipline      | Resultaat | Prestatie                                                                           |
| -------------- | --------------- | --------- | ----------------------------------------------------------------------------------- |
| Zoran Matković | individueel (m) | 11e       | 1ste ronde: 16de met 1187 punten 2de ronde: 5de met 1223 punten totaal: 2410 punten |

### Gewichtheffen
| Olympiër       | Discipline  | Resultaat | Prestatie                                                        |
| -------------- | ----------- | --------- | ---------------------------------------------------------------- |
| Dušan Mirković | -75kg (m)   | 12e       | trekken: 13de met 127,5kg stoten: 11de met 162,5kg totaal: 290kg |
| Vladimir Zrnić | -82,5kg (m) | 9e        | trekken: 12de met 142,5kg stoten: 8ste met 187,5kg totaal: 330kg |

### Handbal

#### Mannen
| Olympiër | Discipline | Resultaat | Prestatie |
| --- | ---------- | --------- | --- |
| Zlatan Arnautović Jovica Cvetković Adnan Dizdar Jovica Elezović Mile Isaković Drago Jovović Pavle Jurina Enver Koso Peter Mahne Jasmin Mrkonja Velibor Nenadić Goran Nerić Stjepan Obran Momir Rnić | mannen     | 6e        | groep B: 3de W van Algerije: 22-18 W van Zwitserland: 26-21 W van Roemenië: 23-21 W van Koeweit: 44-10 V van Sovjet-Unie: 17-22 5-6de plek: V van Spanje: 23-24 |

| Groep B |             |             |             |             |             |            |            |            |        |
| #       | Land        | Wedstrijden | Wedstrijden | Wedstrijden | Wedstrijden | Doelpunten | Doelpunten | Doelpunten | Punten |
| #       | Land        | G           | W           | G           | V           | V          | T          | Saldo      | Punten |
| 1       | Sovjet-Unie | 5           | 4           | 0           | 1           | 134        | 75         | +59        | 8      |
| 2       | Roemenië    | 5           | 4           | 0           | 1           | 119        | 88         | +31        | 8      |
| 3       | Joegoslavië | 5           | 4           | 0           | 1           | 132        | 92         | +30        | 8      |
| 4       | Zwitserland | 5           | 2           | 0           | 3           | 110        | 98         | +12        | 4      |
| 5       | Algerije    | 5           | 1           | 0           | 4           | 94         | 124        | -30        | 2      |
| 6       | Koeweit     | 5           | 0           | 0           | 5           | 64         | 176        | -112       | 0      |

| Ronde      | Datum  | Plaats      | Land  | Score       | Land |
| ---------- | ------ | ----------- | ----- | ----------- | ---- |
| Groepsfase |        |             |       |             |      |
| 20 juli    | Moskou | Joegoslavië | 22-18 | Algerije    |      |
| 22 juli    | Moskou | Joegoslavië | 26-21 | Zwitserland |      |
| 24 juli    | Moskou | Joegoslavië | 23-21 | Roemenië    |      |
| 26 juli    | Moskou | Joegoslavië | 44-10 | Koeweit     |      |
| 28 juli    | Moskou | Sovjet-Unie | 22-17 | Joegoslavië |      |
| 5-6de plek |        |             |       |             |      |
| 30 juli    | Moskou | Spanje      | 24-23 | Joegoslavië |      |

#### Vrouwen
| Olympiër | Discipline | Resultaat | Prestatie |
| --- | ---------- | --------- | --- |
| Radmila Drljača Katica Iles Slavica Jeremić, Vesna Milošević Vesna Radović Rada Savić Ana Titlić Zorica Vojinović Mirjana Ognjenović Biserka Višnjić Svetlana Anastasowski Svetlana Dasić-Kitić Mirjana Durica Jasna Kolar-Merdan | vrouwen    | Zilver    | finalegroep: 2de W van Hongarije: 19-10 G van DDR: 15-15 W van Tsjecho-Slowakije: 25-15 V van Sovjet-Unie: 9-18 W van Congo-Brazzaville: 39-9 |

| Groepsfase |                   |             |             |             |             |            |            |            |        |
| #          | Land              | Wedstrijden | Wedstrijden | Wedstrijden | Wedstrijden | Doelpunten | Doelpunten | Doelpunten | Punten |
| #          | Land              | G           | W           | G           | V           | V          | T          | Saldo      | Punten |
| 1          | Sovjet-Unie       | 5           | 5           | 0           | 0           | 99         | 52         | +47        | 10     |
| 2          | Joegoslavië       | 5           | 3           | 1           | 1           | 107        | 67         | +40        | 7      |
| 3          | DDR               | 5           | 3           | 1           | 1           | 91         | 58         | +33        | 7      |
| 4          | Hongarije         | 5           | 1           | 1           | 3           | 80         | 74         | +6         | 3      |
| 5          | Tsjecho-Slowakije | 5           | 1           | 1           | 3           | 65         | 78         | -13        | 3      |
| 6          | Congo-Brazzaville | 5           | 0           | 0           | 5           | 46         | 159        | -113       | 0      |

| Ronde      | Datum  | Plaats            | Land  | Score             | Land |
| ---------- | ------ | ----------------- | ----- | ----------------- | ---- |
| Groepsfase |        |                   |       |                   |      |
| 21 juli    | Dynamo | Hongarije         | 10-19 | Joegoslavië       |      |
| 23 juli    | Dynamo | DDR               | 15-15 | Joegoslavië       |      |
| 25 juli    | Dynamo | Tsjecho-Slowakije | 15-25 | Joegoslavië       |      |
| 27 juli    | Dynamo | Sovjet-Unie       | 18-9  | Joegoslavië       |      |
| 29 juli    | Dynamo | Joegoslavië       | 39-9  | Congo-Brazzaville |      |

### Judo
| Olympiër          | Discipline | Resultaat | Prestatie |
| ----------------- | ---------- | --------- | --- |
| Franc Očko        | -65kg (m)  | 19e       | 1ste ronde: V van GBR Neenan                                                                                              |
| Vojo Vujević      | -71kg (m)  | 19e       | 1ste ronde: V van FRA Dyot                                                                                                |
| Slavko Sikirić    | -78kg (m)  | 7e        | 1ste ronde: vrij 2de ronde: V van CUB Ferrer herkansingen: W van IRL McManus herkansingen 2: V van ESP Sanz               |
| Slavko Obadov     | -86kg (m)  | 10e       | 1ste ronde: vrij 2de ronde: W van ESP Cechini kwartfinale: V van URS Yatskevich                                           |
| Rajko Kušić       | -95kg (m)  | 13e       | 1ste ronde: W van SEN Thioub 2de ronde: V van CUB Tornés                                                                  |
| Radomir Kovačević | +95kg (m)  | Brons     | 1ste ronde: W van MGL Jalaa 2de ronde: W van URS Kuznetsov kwartfinale: V van BUL Zapryanov bronzen finale: W van PRK Kim |

### Kanovaren
| Olympiër                    | Discipline    | Resultaat | Prestatie                                                                       |
| --------------------------- | ------------- | --------- | ------------------------------------------------------------------------------- |
| Matija Ljubek               | C-1 500m (m)  | 9e        | serie 1: 6de in 2.01,20 halve finale: 3de in 1.58,25 finale: 9de in 2.03,43     |
| Matija Ljubek               | C-1 1000m (m) | 8e        | serie 2: 4de in 4.05,21 halve finale: 3de in 4.20,51 finale: 8ste in 4.22,40    |
| Matija Ljubek Mirko Nišović | C-2 1000m (m) | 4e        | serie 2: 5de in 3.47,85 halve finale: 2de in 3.55,52 finale: 4de in 3.51,30     |
| Matija Ljubek               | K-1 500m (m)  | 4e        | serie 1: 2de in 1.46,62 halve finale 3: 2de in 1.46,92 finale: 4de in 1.45,63   |
| Matija Ljubek               | K-1 1000m (m) | 7e        | serie 3: 1ste in 3.47,77 halve finale 3: 1ste in 3.53,34 finale: 7de in 3.53,50 |

### Roeien
| Olympiër                                                                  | Discipline      | Resultaat | Prestatie                                                                     |
| ------------------------------------------------------------------------- | --------------- | --------- | ----------------------------------------------------------------------------- |
| Zoran Pančić Milorad Stanulov                                             | dubbel-twee (m) | Zilver    | serie 1: 2de in 7.04,57 herkansingen: 1ste in 6.36,46 finale: 2de in 6.26,34  |
| Duško Mrduljaš Zlatko Celent Josip Reić                                   | twee-met (m)    | Brons     | serie 2: 3de in 7.39,39 herkansingen: 1ste in 7.19,22 finale: 3de in 7.04,92  |
| Milan Arežina Darko Zibar Dragan Obradović Nikola Stefanović              | dubbel-vier (m) | 6e        | serie 1: 1ste in 6.13,96 finale: 6de in 6.10,76                               |
| Milan Ćulibrk Vladimir Krstić Božidar Ðorđević Dušan Kovačević Saša Mimić | vier-met (m)    | 10e       | serie 2: 5de in 7.00,58 herkansingen: 4de in 6.43,94 finale B: 4de in 6.37,15 |

### Schietsport
| Olympiër            | Discipline             | Resultaat | Prestatie                  |
| ------------------- | ---------------------- | --------- | -------------------------- |
| Zdravko Milutinović | 50m geweer 3 houdingen | 21e       | 1143 punten: (395-376-372) |
| Srećko Pejović      | 50m geweer 3 houdingen | 17e       | 1147 punten: (390-385-372) |
| Zdravko Milutinović | 50m geweer liggend     | 15e       | 595 punten                 |
| Srećko Pejović      | 50m geweer liggend     | 47e       | 587 punten                 |
| Franc Peternel      | 25m snelvuurpistool    | 23e       | 585 punten: (290-295)      |

### Voetbal
| Olympiër | Discipline | Resultaat | Prestatie |
| --- | ---------- | --------- | --- |
| Ante Miročević Boro Primorac Dragan Pantelić Dušan Pešić Dževad Šećerbegović Ivan Gudelj Milan Jovin Miloš Hrstić Miloš Šestić Mišo Krstičević Nikica Klinčarski Srebrenko Repčić Tomislav Ivković Vladimir Matijević Zlatko Vujović Zoran Vujović Nikica Cukrov | mannen     | 4e        | groep D: 1ste W van Finland: 2-1 W van Costa Rica: 3-2 G van Irak: 1-1 kwartfinale: W van Algerije: 3-0 halve finale: V van Tsjecho-Slowakije: 0-2 bronzen finale: V van Sovjet-Unie: 0-2 |

| Groep D |             |             |             |             |             |            |            |            |        |
| #       | Land        | Wedstrijden | Wedstrijden | Wedstrijden | Wedstrijden | Doelpunten | Doelpunten | Doelpunten | Punten |
| #       | Land        | G           | W           | G           | V           | V          | T          | Saldo      | Punten |
| 1       | Joegoslavië | 3           | 2           | 1           | 0           | 6          | 3          | +3         | 5      |
| 2       | Irak        | 3           | 1           | 2           | 0           | 4          | 1          | +3         | 4      |
| 3       | Finland     | 3           | 1           | 1           | 1           | 3          | 2          | +1         | 3      |
| 4       | Costa Rica  | 3           | 0           | 0           | 3           | 2          | 9          | -7         | 0      |

| Ronde       | Datum  | Plaats            | Land | Score       | Land |
| ----------- | ------ | ----------------- | ---- | ----------- | ---- |
| Groepsfase  |        |                   |      |             |      |
| 21 juli     | Minsk  | Joegoslavië       | 2-0  | Finland     |      |
| 23 juli     | Minsk  | Joegoslavië       | 3-2  | Costa Rica  |      |
| 25 juli     | Minsk  | Joegoslavië       | 1-1  | Irak        |      |
| Kwartfinale |        |                   |      |             |      |
| 27 juli     | Minsk  | Joegoslavië       | 3-0  | Algerije    |      |
| Groepsfase  |        |                   |      |             |      |
| 29 juli     | Moskou | Tsjecho-Slowakije | 2-0  | Joegoslavië |      |
| Groepsfase  |        |                   |      |             |      |
| 1 augustus  | Moskou | Tsjecho-Slowakije | 2-0  | Joegoslavië |      |

### Volleybal
| Olympiër | Discipline | Resultaat | Prestatie |
| --- | ---------- | --------- | --- |
| Vladimir Bogoevski Ivica Jelić Boro Jović Mladen Kašić Zdravko Kuljić Slobodan Lozančić Radovan Malević Miodrag Mitić Goran Srbrinovski Aleksandar Tasevski Ljubomir Travica Vladimir Trifuno | mannen     | 6e        | groep B: 4de V van Polen: 1-3 (11-15, 15-11, 3-15, 7-15) W van Brazilië: 3-2 (8-15, 15-12, 10-15, 15-4, 15-12) V van Roemenië: 1-3 (9-15, 16-14, 8-15, 12-15) W van Libanon: 3-0 (15-2, 15-1, 15-1) 5-8ste plek: W van Cuba: 3-2 (12-15, 5-15, 15-12, 16-14, 15-2) 5-6de plek: V van Brazilië: 2-3 (16-14, 9-15, 15-8, 10-15, 8-15) |

| Groep B |             |             |             |             |             |             |             |        |        |        |        |
| #       | Land        | Wedstrijden | Wedstrijden | Wedstrijden | Wedstrijden | Wedstrijden | Wedstrijden | Punten | Punten | Punten | Punten |
| #       | Land        | G           | W           | V           | SW          | SV          | SR          | SPW    | SPL    | Saldo  | Punten |
| 1       | Polen       | 4           | 3           | 1           | 11          | 5           | +6          | 221    | 172    | +49    | 6      |
| 2       | Roemenië    | 4           | 3           | 1           | 10          | 5           | +5          | 215    | 138    | +77    | 5      |
| 3       | Brazilië    | 4           | 2           | 2           | 9           | 8           | +1          | 215    | 196    | +19    | 4      |
| 4       | Joegoslavië | 4           | 2           | 2           | 8           | 8           | 0           | 189    | 177    | +12    | 3      |
| 5       | Libië       | 4           | 0           | 4           | 0           | 12          | -12         | 23     | 180    | -157   | 3      |

| Ronde       | Datum  | Plaats      | Land | Score       | Land |
| ----------- | ------ | ----------- | ---- | ----------- | ---- |
| Groepsfase  |        |             |      |             |      |
| 20 juli     | Moskou | Polen       | 3-1  | Joegoslavië |      |
| 22 juli     | Moskou | Joegoslavië | 3-2  | Brazilië    |      |
| 26 juli     | Moskou | Roemenië    | 3-1  | Joegoslavië |      |
| 28 juli     | Moskou | Joegoslavië | 3-0  | Libië       |      |
| 5-8ste plek |        |             |      |             |      |
| 30 juli     | Moskou | Cuba        | 2-3  | Joegoslavië |      |
| 5-6de plek  |        |             |      |             |      |
| 1 augustus  | Moskou | Joegoslavië | 2-3  | Brazilië    |      |

### Waterpolo
| Olympiër | Discipline | Resultaat | Prestatie |
| --- | ---------- | --------- | --- |
| Zoran Roje Milorad Krivokapić Zoran Gopcevic Boško Lozica Predrag Manojlović Zoran Mustur Milivoj Bebić Damir Polić Ratko Rudić Slobodan Trifunović Luka Vezilić | mannen     | Zilver    | groep C: 1ste G van Cuba: 6-6 W van Bulgarije: 9-2 W van Australië: 9-2 finalegroep: 2de G van Cuba: 7-7 W van Hongarije: 8-7 W van Nederland: 5-4 W van Spanje: 7-6 V van Sovjet-Unie: 7-8 |

| Groep C |             |             |             |             |             |        |        |        |        |
| #       | Land        | Wedstrijden | Wedstrijden | Wedstrijden | Wedstrijden | Punten | Punten | Punten | Punten |
| #       | Land        | G           | W           | G           | V           | V      | T      | Saldo  | Punten |
| 1       | Joegoslavië | 3           | 2           | 1           | 0           | 24     | 10     | +14    | 5      |
| 2       | Cuba        | 3           | 2           | 1           | 0           | 19     | 11     | +8     | 5      |
| 3       | Australië   | 3           | 1           | 0           | 2           | 15     | 20     | -5     | 2      |
| 4       | Bulgarije   | 3           | 0           | 0           | 3           | 8      | 25     | -17    | 0      |

| Ronde      | Datum  | Plaats      | Land | Score     | Land |
| ---------- | ------ | ----------- | ---- | --------- | ---- |
| Groepsfase |        |             |      |           |      |
| 20 juli    | Moskou | Joegoslavië | 6-6  | Cuba      |      |
| 21 juli    | Moskou | Joegoslavië | 9-2  | Bulgarije |      |
| 22 juli    | Moskou | Joegoslavië | 9-2  | Australië |      |

| Finalegroep |             |             |             |             |             |        |        |        |        |
| #           | Land        | Wedstrijden | Wedstrijden | Wedstrijden | Wedstrijden | Punten | Punten | Punten | Punten |
| #           | Land        | G           | W           | G           | V           | V      | T      | Saldo  | Punten |
| 1           | Sovjet-Unie | 5           | 5           | 0           | 0           | 34     | 21     | +13    | 10     |
| 2           | Joegoslavië | 5           | 3           | 1           | 1           | 34     | 32     | +2     | 7      |
| 3           | Hongarije   | 5           | 3           | 0           | 2           | 32     | 20     | +2     | 6      |
| 4           | Spanje      | 5           | 2           | 0           | 3           | 28     | 31     | -3     | 4      |
| 5           | Cuba        | 5           | 0           | 2           | 3           | 31     | 38     | -7     | 2      |
| 6           | Nederland   | 5           | 0           | 1           | 4           | 26     | 33     | -7     | 1      |

| Ronde      | Datum  | Plaats      | Land | Score       | Land |
| ---------- | ------ | ----------- | ---- | ----------- | ---- |
| Groepsfase |        |             |      |             |      |
| 24 juli    | Moskou | Joegoslavië | 7-7  | Cuba        |      |
| 25 juli    | Moskou | Hongarije   | 7-8  | Joegoslavië |      |
| 26 juli    | Moskou | Nederland   | 4-5  | Joegoslavië |      |
| 28 juli    | Moskou | Spanje      | 6-7  | Joegoslavië |      |
| 29 juli    | Moskou | Sovjet-Unie | 8-7  | Joegoslavië |      |

### Wielersport
| Olympiër                                             | Discipline         | Resultaat | Prestatie      |
| ---------------------------------------------------- | ------------------ | --------- | -------------- |
| Bruno Bulić                                          | wegwedstrijd (m)   | 50e       | 5:00.35,9      |
| Vinko Polončič                                       | wegwedstrijd (m)   | DNF       | niet gefinisht |
| Bojan Ropret                                         | wegwedstrijd (m)   | DNF       | niet gefinisht |
| Bojan Udovič                                         | wegwedstrijd (m)   | DNF       | niet gefinisht |
| Bruno Bulić Vinko Polončič Bojan Ropret Bojan Udovič | ploegentijdrit (m) | 8e        | 2:07.12,0      |

### Worstelen
| Olympiër        | Discipline | Resultaat | Prestatie |
| --------------- | ---------- | --------- | --- |
| Koce Efremov    | -52kg (m)  | 7e        | 1ste ronde: W van AFG Aynutdin 2de ronde: W van ALG Hachaichi 3de ronde: V van BUL Selimov 4de ronde: V van URS Beloglazov                                                                                     |
| Šaban Sejdi     | -68kg (m)  | Brons     | 1ste ronde: W van AUS Kelevitz 2de ronde: W van CUB Ramos: 10-3 3de ronde: W van BEL Segers 4de ronde: W van FIN Rauhala 5de ronde: W van GDR Probst 6de ronde: V van URS Absaidov 7de ronde: V van BUL Yankov |
| Kiro Ristov     | -74kg (m)  | 12e       | 1ste ronde: V van TCH Karabin: 2-9 2de ronde: V van HUN Fehér: 8-9 |
| Abdulah Memedi  | -82kg (m)  | 5e        | 1ste ronde: W van IRQ Mohammed 2de ronde: vrij 3de ronde: V van HUN Kovács 4de ronde: V van BUL Abilov |
| Grieks-Romeins  |            |           | |
| Ivica Frgić     | -62kg (m)  | 4e        | 1ste ronde: V van URS Kramorenko: 1-19 2de ronde: W van ROU Păun 3de ronde: vrij 4de ronde: W van BUL Kirov 5de ronde: V van HUN Tóth: 4-8                                                                     |
| Ferenc Čaba     | -68kg (m)  | 8e        | 1ste ronde: W van FRA Lacaze 2de ronde: V van BUL Atanasov 3de ronde: V van ROU Rusu |
| Karlo Kasap     | -74kg (m)  | 11e       | 1ste ronde: V van BUL Chopov 2de ronde: V van HUN Kocsis |
| Darko Nišavić   | -90kg (m)  | 13e       | 1ste ronde: V van CUB Poll 2de ronde: V van BUL Ivanov |
| Refik Memišević | -100kg (m) | 4e        | 1ste ronde: V van ROU Andrei 2de ronde: W van DEN Studsgaard 3de ronde: W van GRE Pikilidis 4de ronde: V van POL Bierla                                                                                        |
| Prvoslav Ilić   | +100kg (m) | 5e        | 1ste ronde: V van BUL Tomov 2de ronde: W van SYR Jabrah 3de ronde: V van HUN Farkas |

### Zeilen
| Olympiër                   | Discipline      | Resultaat | Prestatie                          |
| -------------------------- | --------------- | --------- | ---------------------------------- |
| Minski Fabris              | finn            | 11e       | 91,7 punten: (13-4-10-14-DNF-6-11) |
| Danko Mandić Zoran Kalebić | flying dutchman | 9e        | 74,0 punten: (9-8-11-2-10-10-5)    |

### Zwemmen
| Olympiër      | Discipline           | Resultaat | Prestatie                                        |
| ------------- | -------------------- | --------- | ------------------------------------------------ |
| Borut Petrič  | 200m vrije slag (m)  | 32e       | serie 2: 6de in 1.56,51                          |
| Borut Petrič  | 400m vrije slag (m)  | 16e       | serie 1: 3de in 3.59,63                          |
| Darjan Petrič | 400m vrije slag (m)  | 19e       | serie 2: 4de in 4.03,54                          |
| Borut Petrič  | 1500m vrije slag (m) | 5e        | serie 1: 2de in 15.31,53 finale: 5de in 15.21,78 |
| Darjan Petrič | 1500m vrije slag (m) | 12e       | serie 3: 4de in 15.47,49                         |
| Nenad Miloš   | 100m rugslag (m)     | 24e       | serie 1: 5de in 1.00,41                          |
| Nenad Miloš   | 200m rugslag (m)     | 17e       | serie 4: 5de in 2.07,51                          |

Afghanistan · Algerije · Andorra · Angola · Australië · België · Benin · Birma · Botswana · Brazilië · Bulgarije · Colombia · Congo-Brazzaville · Costa Rica · Cuba · Cyprus · Denemarken · Dominicaanse Republiek · Duitse Democratische Republiek · Ecuador · Ethiopië · Finland · Frankrijk · Griekenland · Groot-Brittannië · Guatemala · Guinee · Guyana · Hongarije · Ierland · IJsland · India · Irak · Italië · Jamaica · Joegoslavië · Jordanië · Kameroen · Koeweit · Laos · Lesotho · Libanon · Liberia · Libië · Luxemburg · Madagaskar · Mali · Malta · Mexico · Mongolië · Mozambique · Nederland · Nepal · Nicaragua · Nieuw-Zeeland · Nigeria · Noord-Korea · Oeganda · Oostenrijk · Peru · Polen · Portugal · Puerto Rico · Roemenië · San Marino · Senegal · Seychellen · Sierra Leone · Sovjet-Unie · Spanje · Sri Lanka · Syrië · Tanzania · Trinidad en Tobago · Tsjecho-Slowakije · Venezuela · Vietnam · Zambia · Zimbabwe · Zweden · Zwitserland